# Mare de Déu de la Consolació de Cotlliure
La Mare de Déu de la Consolació de Cotlliure és un santuari marià del terme de la vila de Cotlliure, a la comarca del Rosselló, a la Catalunya del Nord.

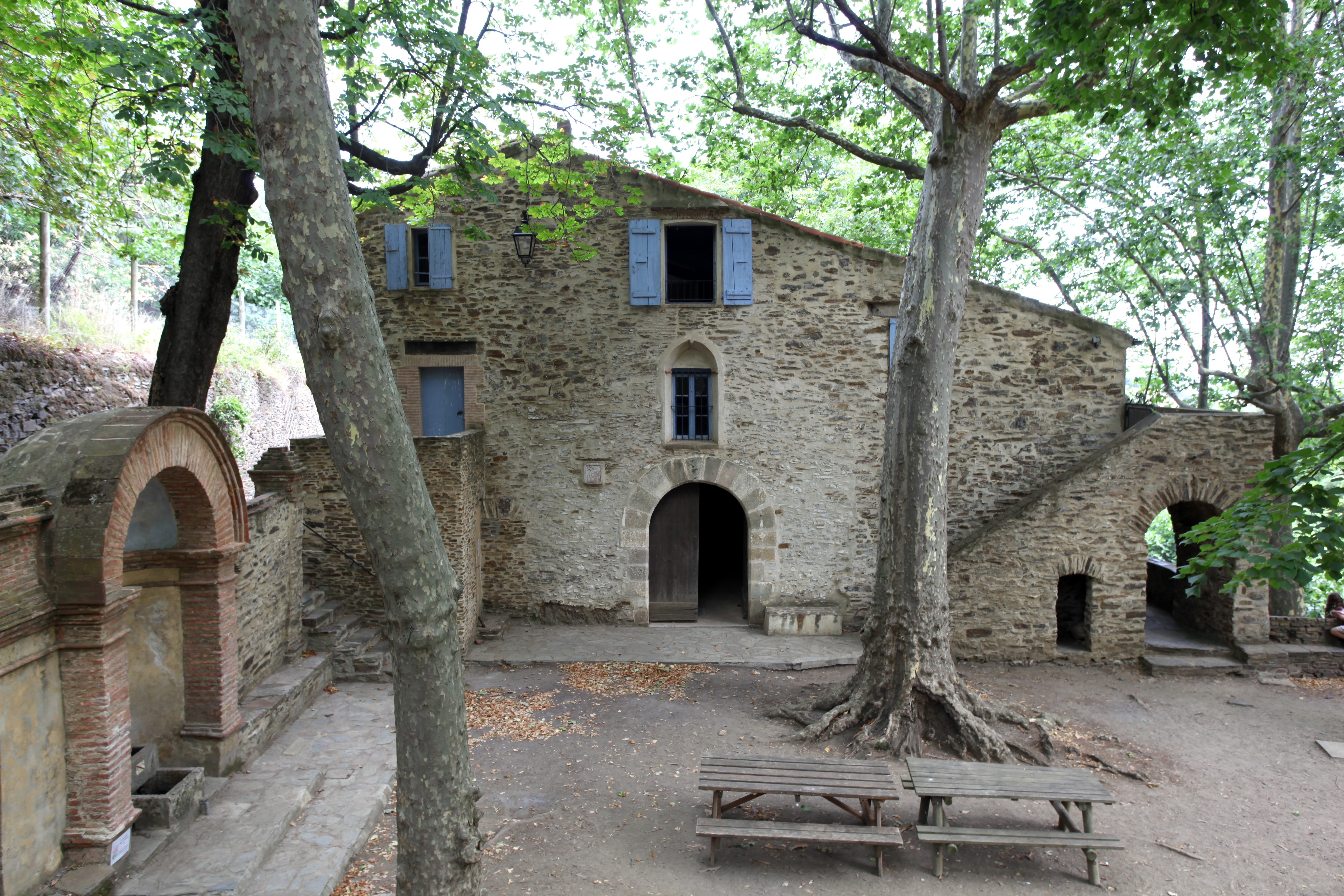
Façana principal

Està situada a la zona sud-occidental del terme, en el vessant nord del Pic de Tallaferro, i al sud-oest de la vila de Cotlliure, a prop i a migdia de Puig Oriol. Pertany a la capçalera de la Ribera del Dui.
S'hi accedeix des de Cotlliure per la carretera D-86, que cal abandonar al Coll del Calbó, per seguir una pista en bon estat cap al sud-oest, la qual porta en un breu recorregut als aparcaments del costat del santuari.

## Història

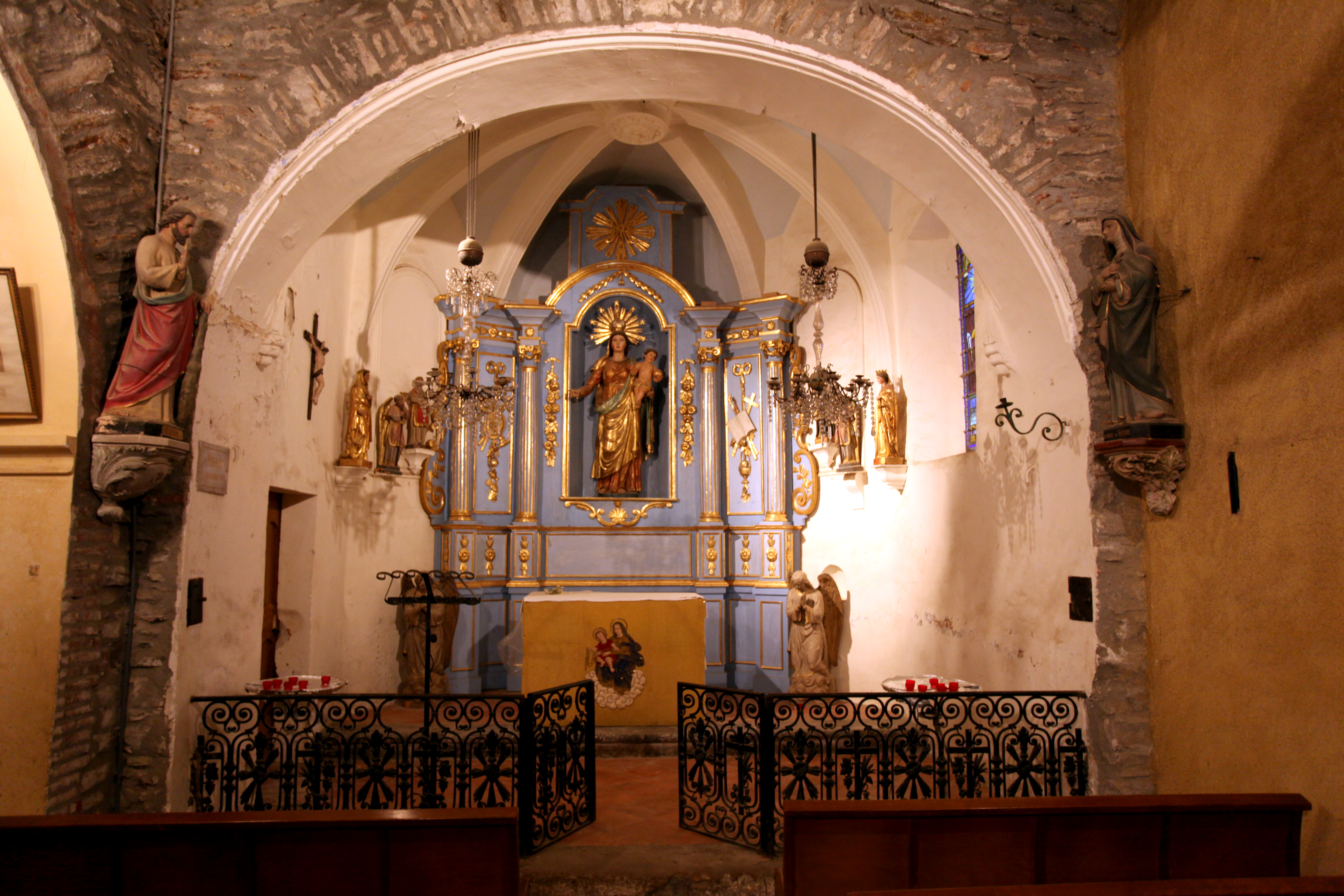
Interior del santuari

El primer esment d'aquest santuari és del segle xiii, quan apareix com a lloc de vida eremítica. Els franciscans s'hi instal·laren el 1382, però per poc temps. Es convertí aviat en un lloc de molta devoció dels cotlliurencs, que hi solien anar a pregar en cas de sequera.

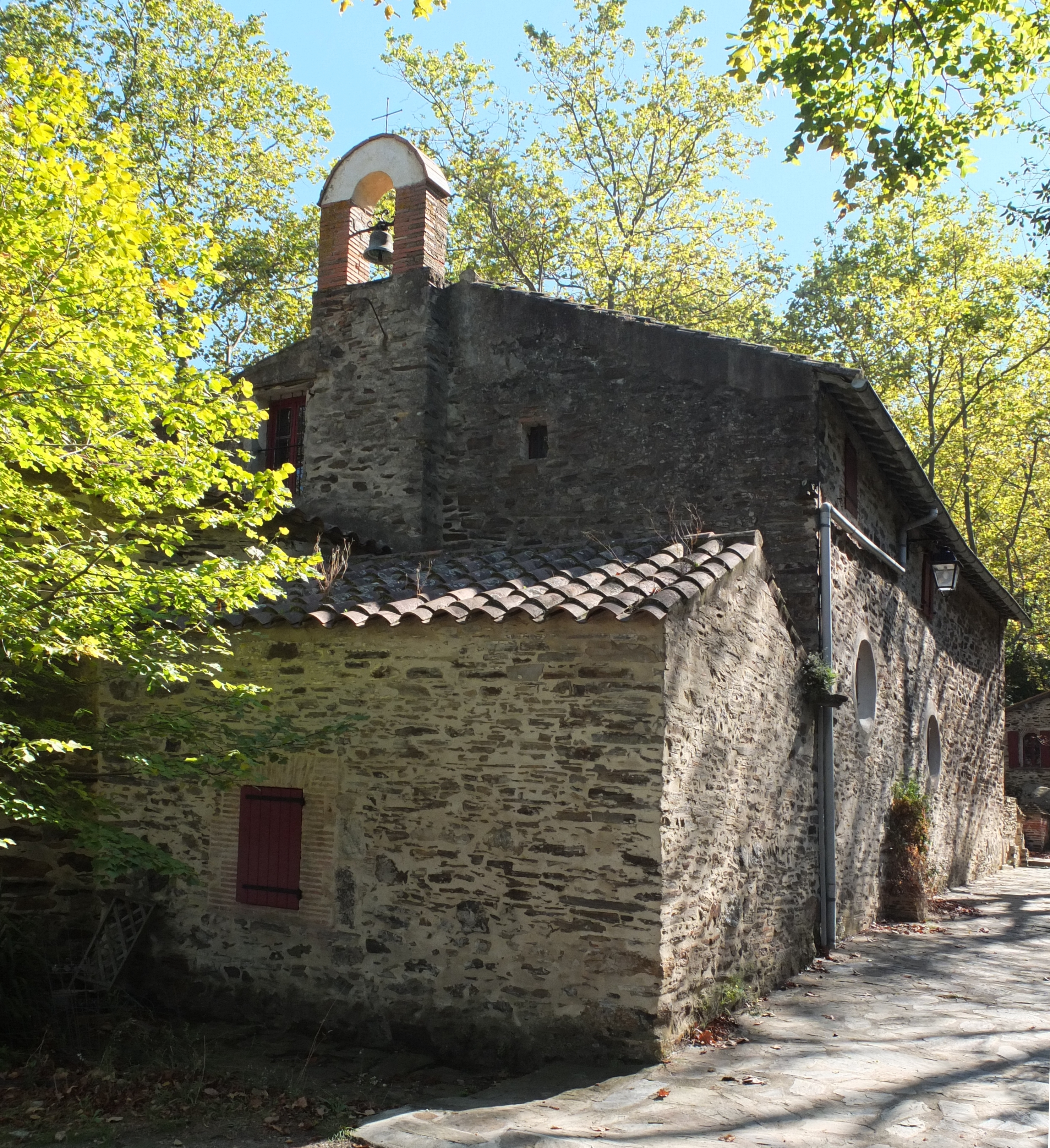
La capella

Fou venut a particulars a ran de la Revolució Francesa, però el 1805 un grup de vilatans de Cotlliure recuperà el lloc per a l'ús popular; una confraria s'encarregà de l'administració.
S'hi celebra un concorregut aplec el 18 d'agost, així com un altre el 8 de setembre, en què es canten els goigs tradicionals i s'hi fan ballades.

## L'edifici
El segle xvii foren bastits el temple i el claustre actuals, i s'hi venera una imatge de la Mare de Déu de Consolació feta de fusta daurada.